# Milestones (Miles Davis)
Milestones (Columbia, 1958) è la prima e unica prova discografica in studio del sestetto di Miles Davis (il famoso primo quintetto con l'aggiunta di Cannonball Adderley). Si tratta anche dell'ultima seduta in studio che vide riunita la sezione ritmica composta da Garland, Jones e Chambers (sia Jones sia Garland abbandonarono la formazione poco tempo dopo la registrazione).
In questo album, Davis inizia a cimentarsi (soprattutto nel brano che dà il titolo all'album) con il tipo di jazz modale che avrebbe poi definitivamente adottato e reso popolare nell'album Kind of Blue.

## Tracce
1. Dr. Jackle (Jackie McLean) 4 marzo 1958 - 5:45
2. Sid's Ahead (Miles Davis) 4 marzo 1958 - 12:59
3. Two Bass Hit (John Lewis-Dizzy Gillespie) [take 2] 4 febbraio 1958 - 5:10
4. Milestones (Miles Davis) [take 3] 4 febbraio 1958 - 5:42
5. Billy Boy (tradizionale, arrangiamento di Ahmad Jamal) [take 1] 4 febbraio 1958 - 7:11
6. Straight, No Chaser (Thelonious Monk) [take 2] 4 febbraio 1958 - 10:35
7. Two Bass Hit (John Lewis-Dizzy Gillespie) [take 1] 4 febbraio 1958 - 4:30
8. Milestones (Miles Davis) [take 2] 4 febbraio 1958 - 5:59
9. Straight, No Chaser (Thelonious Monk) [take 1, voci dei musicisti alla fine] 4 febbraio 1958 - 10:27

Billy Boy è suonata solo dal trio (piano, basso batteria). L'assolo di Garland in Straight, no Chaser (6) comprende una riarmonizzazione con block chords (tipica di Garland) di un famoso assolo di Davis sul tema di Now's the time di Charlie Parker. In Sid's Ahead, come leggiamo dall'autobiografia di Miles Davis, fu lo stesso trombettista a suonare il pianoforte perché Red aveva dato di matto mentre Miles cercava di spiegargli qualcosa e aveva mollato.

## Formazione
- Miles Davis - tromba, pianoforte (traccia 2)
- John Coltrane - sax tenore
- Cannonball Adderley - sax contralto
- Red Garland - pianoforte
- Paul Chambers - contrabbasso
- Philly Joe Jones - batteria